# Rockport (Indiana)
Rockport és una població dels Estats Units a l'estat d'Indiana. Segons el cens del 2000 tenia 2.160 habitants.

## Demografia
Segons el cens del 2000, Rockport tenia 2.160 habitants, 891 habitatges, i 571 famílies. La densitat de població era de 712,8 habitants/km².
Dels 891 habitatges en un 31,4% hi vivien nens de menys de 18 anys, en un 46,2% hi vivien parelles casades, en un 13,5% dones solteres, i en un 35,9% no eren unitats familiars. En el 32,5% dels habitatges hi vivien persones soles el 18,7% de les quals corresponia a persones de 65 anys o més que vivien soles. El nombre mitjà de persones vivint en cada habitatge era de 2,36 i el nombre mitjà de persones que vivien en cada família era de 2,99.
Per edats la població es repartia de la següent manera: un 25% tenia menys de 18 anys, un 8,6% entre 18 i 24, un 27,4% entre 25 i 44, un 20,9% de 45 a 60 i un 18,1% 65 anys o més.
L'edat mediana era de 38 anys. Per cada 100 dones de 18 o més anys hi havia 88,4 homes.
La renda mediana per habitatge era de 27.275$ i la renda mediana per família de 37.554$. Els homes tenien una renda mediana de 30.278$ mentre que les dones 20.263$. La renda per capita de la població era de 14.298$. Entorn del 10,2% de les famílies i el 14,9% de la població estaven per davall del llindar de pobresa.

## Poblacions més properes
El següent diagrama mostra les poblacions més properes.